# Ірмос
І́рмос (з грец. εἱρμός зв'язок, ланка, пісня) — у візантійських гімнах строфа, яка з'єднує біблейську піснь з християнськими гімнами іншого віршування, встановлюючи для них метрику наспіву на біблейську тематику. У VII ст. після появи канону ірмосом називали перший тропар кожної пісні канону. Ірмологійний спів, монодія — традиційний християнський духовний спів в Україні. Ірмос — це перша строфа в кожній з дев'яти пісень канону, в якій прославляються священні події або особи. Музично ірмоси підкоряються системі восмиголосся.
Ірмос служить зразком і за наспівом, і за ритмічною будовою для тропарів: в тропарі повинно бути стільки ж строф і такої ж довжини і стільки ж музичних рядків, як в ірмосі. На недільному каноні хвалебні ірмоси чергуються в кожному гласі з молитовно-скорботними ірмосами. Хвалебні ірмоси охоплюють всю систему християнського віровчення і говорять про створення світу (переважно ірмос 3-й), Втіленні Сина Божого (в основному 4-й, іноді 4-й і 5-й, іноді і 3-й), про Церкву (3 -й або 4-й). Через образи пісень пророків Ісаї та Іони ірмоси висловлюють прагнення душі до світла Христову, в 6-м ірмоси містяться молитви про позбавлення від гріховної безодні і страждань. Ірмоси 1-й, 7-й і 8-й пісень присвячені також подіям Старого Завіту. 9-й ірмос у всіх канонах прославляє Богоматір. Богослужбові збірники (книги) ірмосів відомі з глибокої давнини.

## Пісні Священного Писання в основу яких покладені ірмоси
1. Подячна пісня пророка Мойсея, після переходу євреїв через Червоне море. Ця подія — основа старозавітної Пасхи і прообраз новозавітної. Під царством фараона мається на увазі царство диявола і гріха, під Ізраїлем — християни, яких Господь Своїм воскресінням перевів від смерті до життя (Вих. 14, 21–15, 21).
2. Зазвичай відсутня. Пісня ця спонукає до покаяння і за своїм настроєм відповідає дням Великого посту, в які ми повинні обмивати душу сльозами. Виконується 2-я пісня тільки в дні св. Чотиридесятниці, наприклад, є у Великому покаянному каноні преподобного Андрія Критського.
3. Подячна пісня св. Анни, матері пророка Самуїла. Св. Анна дала обітницю Господу, віддати Йому сина свого, якщо в неї буде дитина. Пісня є її молитвою, коли вона віддала дитину служити Богу при священикові Іллі. (1Цар. 2; 1–10). Символізує нашу подяку Господеві, бо без нього ми безплідні, як безплідна була св. Анна.
4. Пророча пісня-молитва пророка Авакума (Ав. 3; 1–19), в якій він оспівує велич Господа, Його порятунок для нас.
5. Молитва пророка Ісайї (Іс. 26, 9–19), який бачив пришестя Спасителя і загальне воскресіння.
6. Молитва пророка Йони з черева кита (Іона 2; 2–10). Ми висловлюємо подяку Господу за те, що Він врятував нас, застряглих у гріхах. Живіт кита — образ пекла.
7. і 8. Пісня трьох юнаків, вкинених в розпечену піч за відмову вклонитися ідолу і чудесно врятованих (Дан. 3; 19, 26–56; 3, 57–90). Піч — символ минулого, грішного життя, за що євреї були віддані під владу язичників.

9. Пісня Богоматері при зустрічі зі святою Єлисаветою: «Величає душа моя Господа …» (Лк. 1; 46–55). Молитва Захарія, враженого німотою і знову здобувшого дар мови «Благословен Господь Бог Ізраїлів …» (Лк. 1; 68–79).